# بنیاد سیگنال
بنیاد سیگنال، با نام رسمی بنیاد فناوری سیگنال، یک سازمان غیرانتفاعی آمریکایی است که در سال ۲۰۱۸ توسط ماکسی مارلینسپایک و برایان اکتون تأسیس شد. مأموریت آن «توسعهٔ فناوری حریم خصوصی متن‌باز است که از آزادی بیان محافظت می‌کند و ارتباطات جهانی امن را امکان‌پذیر می‌کند.»
این بنیاد نام مشترکی با برنامهٔ پیام‌رسانی سیگنال دارد.

## تاریخچه
در ۲۱ فوریه ۲۰۱۸، ماکسی مارلینسپایک و برایان اکتون، یکی از بنیانگذاران واتساپ، تشکیل بنیاد سیگنال، یک سازمان غیرانتفاعی 501(c)(۳) را اعلام کردند. این بنیاد با وام اولیه ۵۰ میلیون دلاری اکتون، که شرکت مادر واتس‌اپ یعنی فیس‌بوک را در سپتامبر ۲۰۱۷ ترک کرده بود، آغاز شد. بنیاد آزادی مطبوعات قبلاً به عنوان حامی مالی پروژه سیگنال فعالیت می‌کرد و در حالی که وضعیت غیرانتفاعی بنیاد در حال تعلیق بود به پذیرش کمک‌های مالی از طرف این پروژه ادامه می‌داد. تا پایان سال ۲۰۱۸، وام به ۱۰۵٬۰۰۰٬۴۰۰ دلار افزایش یافت که قرار است در ۲۸ فوریه ۲۰۶۸ بازپرداخت شود. وام بدون وثیقه و با سود ۰ درصد است.

## اشخاص
از اکتبر ۲۰۲۰، هیئت مدیره بنیاد سیگنال دارای سه عضو است:
- برایان اکتون[۹]
- ماکسی مارلینسپایک
- مردیت ویتکر

## Signal Messenger LLC
Signal Messenger LLC همزمان با بنیاد فناوری سیگنال تأسیس شد و به عنوان زیرمجموعهٔ آن فعالیت می‌کند. این شرکت مسئول توسعهٔ برنامهٔ پیام‌رسانی سیگنال و پروتکل سیگنال است. ماکسی مارلینسپایک به عنوان اولین مدیرعامل پیام‌رسان سیگنال تا زمان کناره‌گیری‌اش در ۱۰ ژانویه ۲۰۲۲، فعالیت داشت. برایان اکتون داوطلب شده است تا به عنوان مدیرعامل موقت تا زمانی که سازمان در جستجوی یک مدیر عامل جدید است، خدمت کند.

### رهبری ارشد

#### فهرست مدیرعاملان
1. ماکسی مارلینسپایک (۲۰۲۲–۲۰۱۸)
2. برایان اکتون؛ مدیرعامل موقت (۲۰۲۲)
3. مردیت ویتکر (۲۰۲۲-)